# Tiger (schip, 2002)
De Tiger is een snelboot van rederij Doeksen die een regelmatige veerdienst tussen Harlingen, Vlieland en Terschelling onderhoudt. De oversteek Harlingen - Terschelling en Harlingen - Vlieland duren hiermee 45 minuten. Met de traditionele veerboten duurt dit 2 uur respectievelijk 1,5 uur. De sneldienst Terschelling - Vlieland duurt 30 minuten.
Gezien de steeds grotere vraag naar snel en luxe vervoer van en naar Vlieland en Terschelling is dit schip in 2008 aan de vloot van rederij Doeksen toegevoegd. De Tiger en de Koegelwieck, de andere snelle catamaran, zorgen samen voor de sneldienst naar Vlieland en Terschelling. De Tiger vaart als hoofdboot, de Koegelwieck vaart extra diensten en in het geval de Tiger wegens onderhoud of storing buiten dienst is.

## Geschiedenis
In 1996 werden door een bedrijf uit Hongkong tien van deze schepen besteld bij de FBMA Marine Inc. werf te Cebu, Filipijnen. Na het uitbreken van de Aziatische financiële crisis wordt de bouw geannuleerd, terwijl er twee schepen in aanbouw waren. In 1999 werden de schepen afgebouwd en opgelegd bij de werf. In 2002 werd het schip, als Supercat 2002, door Supercat Fast Ferries in de vaart gebracht op veerverbindingen van Cebu naar de omringende eilanden binnen de Visayas eilandengroep in de Filipijnen. De schepen voldeden qua prestaties goed, maar waren te groot. Daarop kwam het schip te koop te staan.

## Aanschaf rederij Doeksen
Vlak na de verkoop van de Najade in 2004, kwam de vraag naar een vervanging voor de Koegelwieck op. In 2006 werd naar iriscatamarans gekeken, maar dit ging niet door. Nieuwbouw had de voorkeur, maar gezien de volle orderboeken van de werven zou dit nog een tijdje op zich laten wachten. Er was geen alleenrecht meer voor de veerdienst, en met concurrentie van Rederij Eigen Veerdienst Terschelling in het vooruitzicht, werd besloten verder te kijken op de tweedehands markt. De Supercat 2002, gebouwd door de FBMA Marine Inc. werf, waar ook de Vlieland gebouwd was, trok de aandacht van de rederij. Het schip had te bieden wat de rederij zocht: meer capaciteit, beter zeegedrag, meer comfort en continuïteit van de sneldienst. In april werd het schip aangekocht, waarop het met de zware ladingschepen Atlant svenja en Lena van rederij SAL naar Nederland werd vervoerd. Op 15 juni werd het schip gelost in het Zuider-Stortemelk, waarna het naar Harlingen is gesleept.

## Verbouwing

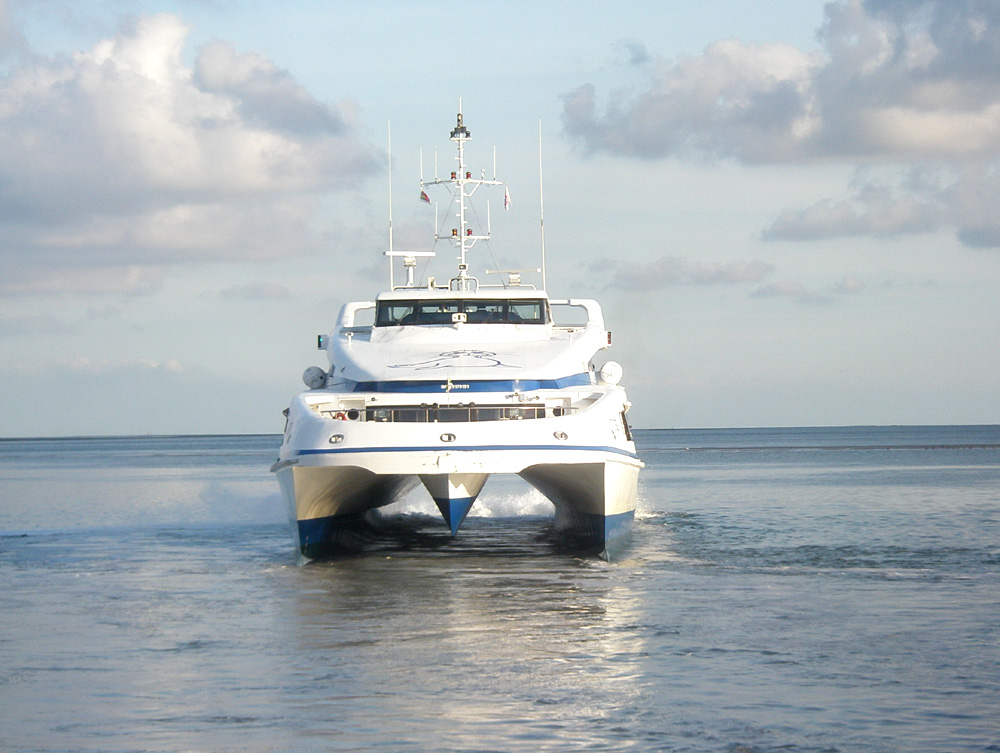
De Tiger bij Vlieland. Duidelijk zichtbaar is dat het schip een catamaran is en geen trimaran. Het uitsteeksel in het midden is om extra drijfvermogen te geven bij golven van voren.

In de maanden na de aankomst in Nederland werd het schip in eigen beheer van rederij Doeksen compleet verbouwd. Het interieur van het schip was aardig gebruikt in de Filipijnen, en moest dus vernieuwd worden. Het interieur werd uitgevoerd in drie kleuren: blauw, oranje en 'cranberry'-rood. De vloer heeft in de gangpaden een hout-uitstraling gekregen en onder de stoelen is vloerbedekking gelegd. De oude motoren waren van een onbetrouwbaar type en zijn vervangen door twee MTU 16V4000M61 motoren van elk 2000 kW (2720 pk). Het schip is opnieuw gespoten, in de huisstijl van Doeksen: een blauwe onderkant, drie blauwe strepen diagonaal achterop, een zeehond voor het stuurhuis en het web-adres van Doeksen. Het schip is uitgerust met airconditioning en verwarming. Bovendien zijn de ramen vergroot om meer licht door te laten. Opmerkelijk is dat het schip uitgerust is met kleine roeren, wat niet vaak voorkomt bij door waterjet-aangedreven schepen. Deze roeren zijn bedoeld om het sturen op hoge snelheid efficiënter te maken en het Coandă-effect te voorkomen. Op 28 maart 2008 is het schip gedoopt door staatssecretaris Tineke Huizinga. Bij de doop was het schip nog niet volledig gereed: de waterjets waren nog niet gemonteerd. Op 17 april begonnen de proefvaarten, waarna de Tiger op 25 april de eerste keer met passagiers voer. Dit was een afvaart naar Vlieland, omdat de aanleginrichting op Terschelling nog niet klaar was. Enkele weken later heeft de Tiger de dienst naar Terschelling overgenomen van de Koegelwieck.

## Incidenten
In de ochtend van 21 oktober 2022 vielen er bij het Schuitengat meerdere doden toen snelboot Tiger in aanvaring kwam met een watertaxi. De slachtoffers zaten allen aan boord van de watertaxi. Geen van de inzittenden van de snelboot Tiger raakten gewond. De Onderzoeksraad voor Veiligheid (OvV) concludeerde ruim een jaar later dat de Tiger de maximumsnelheid meer dan tweemaal had overschreden. Ook hadden beide schepen de vaarregels overtreden.